# Глинкин, Лев Ильич
Лев Ильич Глинкин (род. 1932) — российский инженер, специалист в области радиолокации, лауреат Государственной премии СССР (1974).

## Биография
Окончил МАИ (1956).
С 1956 года и до выхода на пенсию (1997) работал в Радиотехническом институте им. академика Минца, в 1973—1995 зам. директора по научной работе.
Зам. главного конструктора РЛС «Днепр» и «Дон-2Н».
Кандидат технических наук (1965).
Лауреат Государственной премии СССР (1974). Награждён орденами Трудового Красного Знамени (1971) и «За заслуги перед Отечеством» IV степени (1997).